# سیارک ۲۱۳۵۷
سیارک ۲۱۳۵۷ (به انگلیسی: 21357 Davidying، نامگذاری:1997FJ4) بیست و یک هزار و سیصد و پنجاه و هفتمین سیارک کشف شده‌است که در ۳۱ مارس ۱۹۹۷ کشف شد.
قدر مطلق سیارک برابر ۱۴.۱ است.